# 日岡山公園
日岡山公園(ひおかやまこうえん)は、兵庫県加古川市にある公園である。

## 概要
加古川市街地の最北端に位置する市内最大の総合公園で敷地面積は約35.8haである。周辺一帯には日岡山古墳群があり、宮内庁管理の日岡陵など5基の前方後円墳、その他25基の古墳が遺跡に登録されている。また約1000本からなる桜の名所でもあり、毎春見物客でにぎわっている。野球場･武道館･体育館などのスポーツ施設も併設され、Cento Cuore HARIMAが練習に利用するだけでなく、陸上競技場を改装して作られたサッカーグラウンドでは関西サッカーリーグの試合も行われる。敷地内にあるOAAはりまハイツは、レクリエーション活動の宿泊施設として利用されている。近くには安産祈願で有名な日岡神社がある。

## 施設

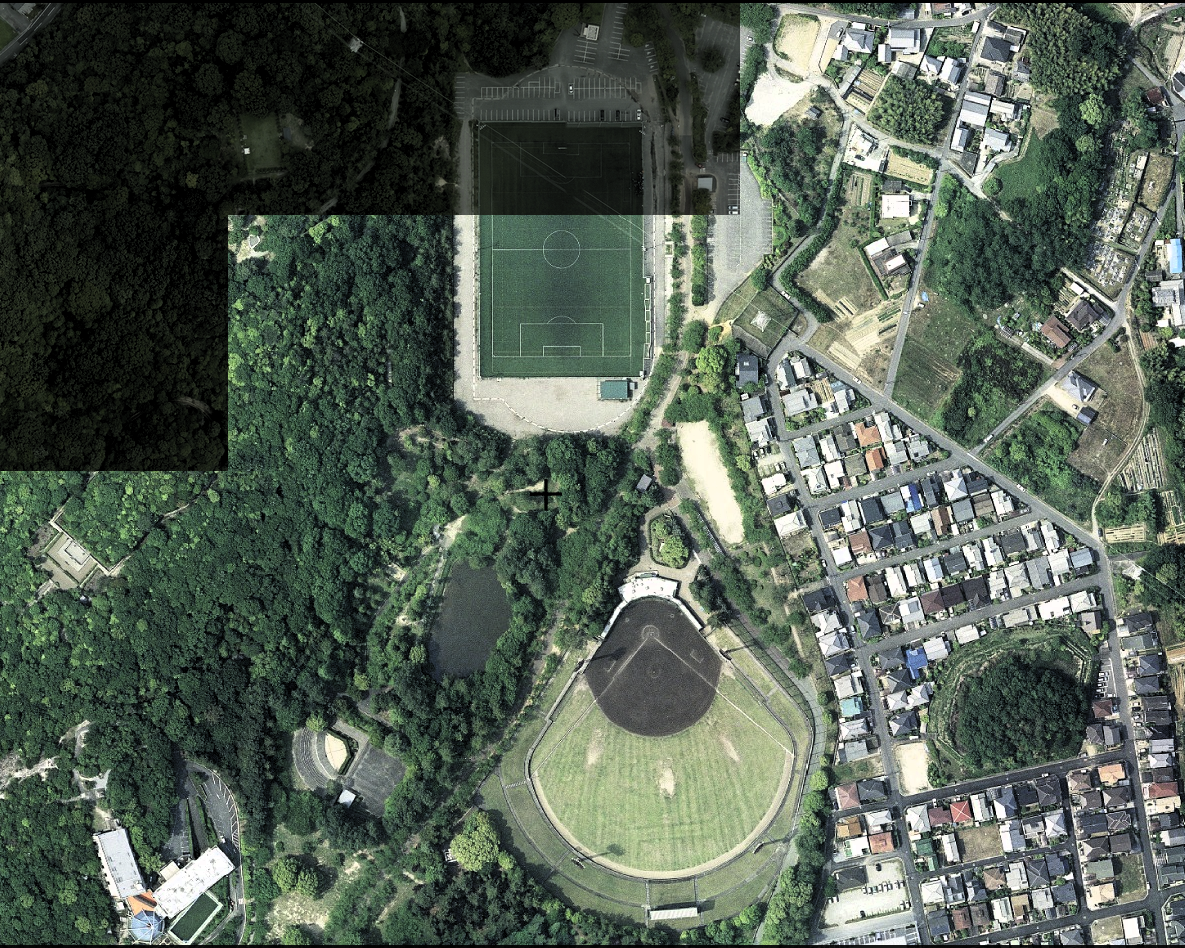
グランドと野球場

- エントランス広場
- 芝生広場
- 白鳥のすべり台（子供の広場）
- いこいの広場
- 市民の森
- 梅林
- 加古川市立日岡山体育館[3]
- 加古川市立武道館[4]
- 日岡山公園野球場[5]
- 日岡山公園グラウンド[6]
- 日岡山公園第1 第2テニスコート[7]
- 日岡山公園東広場
- 日岡山市民プール[8]

## 交通アクセス
- JR加古川線 日岡駅 徒歩約5分
- 加古川バイパス加古川ランプから約10分

## 関連情報
- 日岡陵
- 日岡神社
- Cento Cuore HARIMA